# Siwak

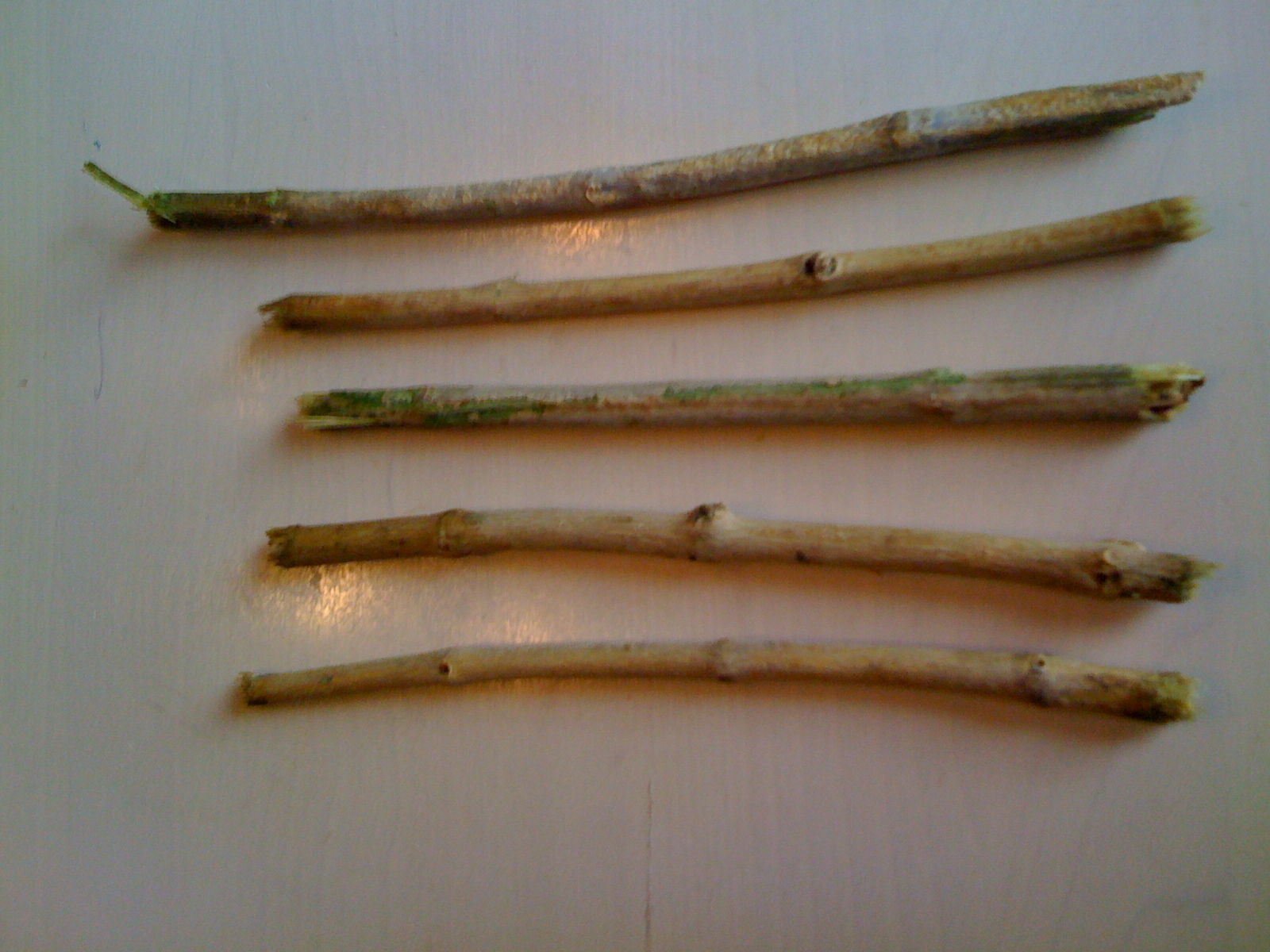
Bâtons de siwak dont les fibres souples à l'extrémité peuvent servir de brosse à dents.

Le siwak (en arabe : سواك ou مسواك), appelé aussi souek, souak, meswak ou « bois d'araq (bâton d’arak) », est la racine de l'arbuste Salvadora persica (de la famille des Salvadoraceae) utilisée comme brosse à dents naturelle.
Souak est aussi au Maghreb le nom donné, pour le même usage, à l'écorce de noyer.
Le siwak est mentionné dans plusieurs textes historiques et religieux, notamment dans la tradition islamique, où il est recommandé pour purifier la bouche.
Il est utilisé depuis des siècles pour nettoyer les dents grâce à ses fibres naturelles qui agissent comme une brosse lorsqu’elles sont mâchées.

## Dénominations
Les bâtonnets faits de l'arbre Salvadora persica sont appelés miswak, siwak ou arak en arabe, koyoji en japonais, qesam ou qesem en hébreu, qisa en araméen, mastic en latin, sotio ou sothiou en wolof du Sénégal,, siwahewal (pluriel siwakejé) en peul du nord du Nigeria.
Le terme miswak ne doit pas être confondu avec le même terme utilisé au Maghreb qui désigne aussi en arabe maghrébin un instrument complètement différent fait de bois de noyer (Juglans regia L., noyer commun), faisant office à la fois de brosse à dents et de cure-dents, également utilisé pour nettoyer les dents et les gencives au Maroc, en Algérie ,, en Tunisie et en Libye.

## Histoire

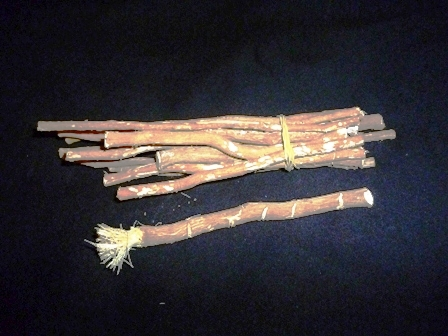
Siwak en brosse à dents.

Déjà dans l'Antiquité on commence à pratiquer l'hygiène bucco-dentaire en utilisant des bâtonnets fibreux à mâcher, comme le siwak, servant de brosse à dents. Le bâtonnet contient des nettoyants, des désinfectants et même des fluorures. Il est recommandé dans la collection de savoirs médicaux du chirurgien de l'Inde ancienne (env. 500 av. J.C.) Sushruta, connu comme un pionnier de l'anesthésie qu'il pratiquait notamment avec du chanvre indien. Le siwak est aussi évoqué dans l'ancien livre indien des lois de Manu (sanskrit : मनुस्मृति, manusmṛti) vers l'ère chrétienne[réf. nécessaire]. Dans le monde islamique, Mahomet l'aurait régulièrement utilisé, selon la littérature du Hadîth plus tardive.

## Efficacité scientifique
Plusieurs études ont comparé l’efficacité du siwak à celle d’une brosse à dents conventionnelle. Une recherche publiée dans le Journal of Periodontology a montré que l’utilisation régulière du siwak pouvait réduire la plaque dentaire et améliorer la santé des gencives.

## Utilisation
Le simple fait de se frotter les dents avec un objet fibreux tel que le siwak permet de se débarrasser de la plaque dentaire. Des recherches scientifiques, menées par des universitaires saoudiens, suggèrent un effet bénéfique dans le renforcement de la gencive. Une étude américaine menée en 2003 par le National Center for Biotechnology Information a conclu que l'usage du siwak est plus efficace que l'usage d'une brosse à dents,. L'Organisation mondiale de la santé en recommande l'usage en 1986 puis en 2000,. Il comporte aussi une substance qui facilite la digestion et qui protège les dents contre le tartre,.